# 大畠町
大畠町（おおばたけちょう）は、かつて山口県の南東部にあった町。2005年2月21日、柳井市と合併し消滅した。

## 地理
大畠瀬戸（伊予灘と安芸灘を結ぶ）に面し、海上交通の要所であった。また対岸には屋代島（周防大島）（屋代島）が迫り、同島へは大島大橋が通じる。

### 隣接していた市町村

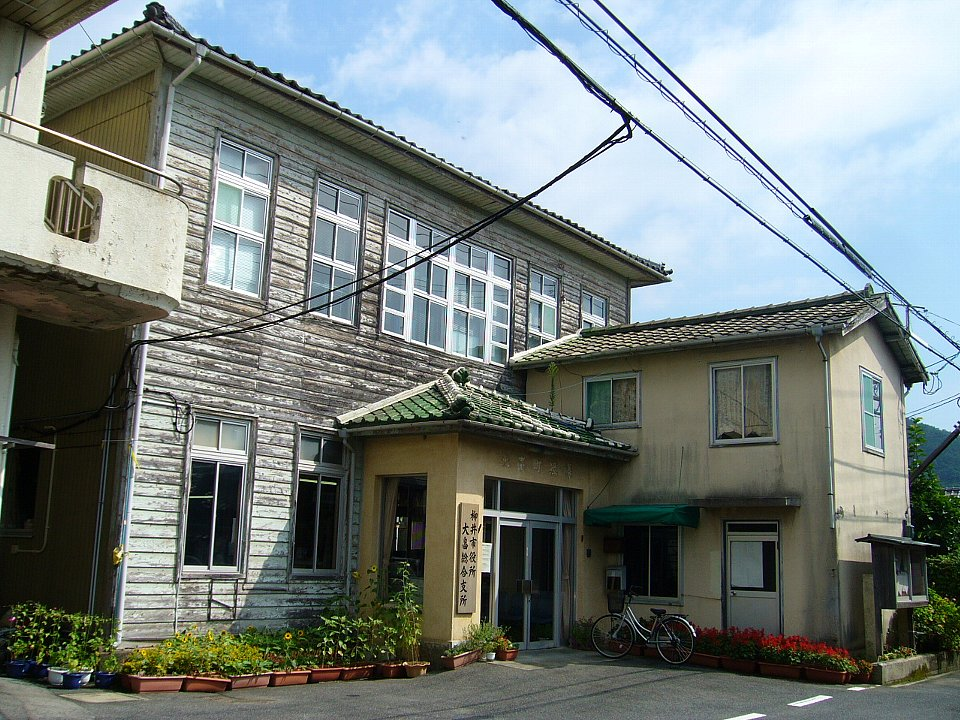
旧大畠町役場
現在は柳井市役所大畠総合支所

- 柳井市
- 玖珂郡由宇町
- 大島郡周防大島町（大畠瀬戸を挟む）

## 歴史
- 1955年（昭和30年）4月1日 - 鳴門村および神代村の一部（神代地区＝本谷東・本谷西・神代浦・石神浦）が合併して大畠村が発足。
- 1971年（昭和46年）4月1日 - 大畠村が町制施行して大畠町となる。
- 2005年（平成17年）2月21日 - 柳井市と合併し、改めて柳井市が発足。同日大畠町廃止。

## 交通

### 鉄道
- 西日本旅客鉄道（JR西日本）
  - 山陽本線
    - 大畠駅

### 道路
- 一般国道
  - 国道188号、国道437号

## 著名な出身者
- 脇圭平 - 元同志社大学教授
- 戸川一郎 - 元プロ野球選手